# Miłostowo (województwo wielkopolskie)
Miłostowo (pol. hist. Milostowo) – nieduża wieś sołecka w Polsce położona w województwie wielkopolskim, w powiecie międzychodzkim, w gminie Kwilcz.

## Historia
Wieś pierwotnie związana była z Wielkopolską. Ma metrykę średniowieczną i istnieje co najmniej od XIII wieku. Wymieniona w dokumencie zapisanym po łacinie z 1257 Milostowo, 1259 Milostow, 1260 Milostovo, 1400 Mylostowo, 1483 Milosthowo, 1485 Mylosthowo, 1504 Mylosczkovo, Myloskovo, 1540 Mileszewo, 1577 Mielostowo, 1580 Mielustowo.
Miejscowość początkowo była własnością klasztoru cystersów w Paradyżu-Gościchowie (obecnie miejscowość Gościkowo), a potem wsią szlachecką należącą do lokalnych wielkopolskich rodów szlacheckich Ostrorogów, Grodziskich, Prusimskich, Krzyszkowskich, Strzeleckich i Mniskich. W 1435 leżała ona w powiecie poznańskim Korony Królestwa Polskiego, a w 1510 należała do parafii Kwilcz.
Pierwsza wzmianka o wsi datowana jest na rok 1257 według XIV wiecznego falsyfikatu mówiącego, że książę wielkopolski Przemysł I potwierdził posiadłości należące do opactwa cystersów w Paradyżu, w tym m.in. wieś Milostowo, i nadawał im immunitet sądowy oraz ekonomiczny. W 1259 opat klasztoru w Obrze sprzedał cystersom z Paradyża dziedzinę z wsią Miłostowo za 10 grzywien. W 1260 książę wielkopolski Bolesław Pobożny poświadczył, że Piotr z Konina pod Lwówkiem nadał cystersom z Paradyża las przyległy do dziedziny zwanej Milostowo wraz z dwoma jeziorami zwanymi Linia. W 1425 kasztelan kamieński Dobrogost Koleński dziedzic Prusimia oświadczył, że opat paradyski oddał mu połowę dochodów ze wsi Gralewo, Miłostowo i Przerost (alias Przeradz) koło Kamionny. W dokumencie odnotowane były dochody m.in. z dwóch młynów wodnych w Miłostowie. W zamian Dobrogost zobowiązał się do śmierci bronić paradyskich dóbr klasztornych. W 1435 opat paradyski, oddał mu w dożywocie połowę wsi Miłostowo oraz Gralewo. W 1439 wojewoda poznański Sędziwój z Ostroroga otrzymał od opata paradyskiego wsie Miłostowo i Mnichy w zamian za Koźminek w powiecie kościańskim i 85 grzywien.
W 1466 wojewoda kaliski Stanisław z Ostroroga sprzedał Sędziwojowi z Grodziska Wielkopolskiego wsie Tuczępy, Miłostowo, Gralewo i Mnichy oraz 1000 grzywien, a w zamian otrzymał połowę Grodziska Wielkopolskiego z połową przedmieścia oraz wsie Kobylniki, Kąkolewo oraz Zdrój w powiecie kościańskim. W latach 1475–1505 właścicielami wsi byli synowie Sędziwoja Grodzickiego – Stanisław oraz Marcin Mniscy, dziedzice Miłostowa, Mnichowa, Tuczęp oraz Gralewa.
W 1508 odnotowano we wsi pobór podatków od 9 półłanków, wiardunek od młyna oraz od pobór 6 groszy od karczmy. W 1510 we wsi było 6 łanów osiadłych, 7,5 łana opuszczonego, jeden łan należał do sołectwa, 4 zagrody opustoszałe oraz karczma. W 1520 w Miłostowie odnotowano 8 łanów opustoszałych. W 1563 miał miejsce pobór od 4 łanów, 2 karczm oraz młyna dorocznego o dwóch kołach wodnych. W 1577 Mikołaj Krzyszkowski i Stanisław Mniski zapłacili pobór z Miłostowa. W 1580 pobór miał miejsce z części Jana Strzeleckiego mającego 3 półłanki, dwóch zagrodników, trzy półłanki opuszczone oraz młyn o jednym kole. Z części Jana Krzyszkowskiego pobrano natomiast podatki od 5 półłanków, 8 zagrodników, trzech komorników, 5 półłanków opuszczonych oraz młyna o jednym kole. W latach 1581–1583 pobór z Miłostowa płacili szlachcice: w 1581 Jan Strzelecki i Stanisław Prusimski, w latach 1582–1583 Sędziwój Rozbicki, a w 1583 Jan Krzyszkowski.
W 1580 wieś szlachecka Mielustowo położona była w powiecie poznańskim województwa poznańskiego w Rzeczypospolitej Obojga Narodów.
W wyniku II rozbioru Rzeczypospolitej w 1793, miejscowość przeszła w posiadanie Prus i jak cała Wielkopolska znalazła się w zaborze pruskim. W okresie Wielkiego Księstwa Poznańskiego (1815–1848) miejscowość należała do wsi większych w ówczesnym pruskim powiecie Międzyrzecz w rejencji poznańskiej. Miłostowo należało do okręgu kwileckiego tego powiatu i stanowiło część majątku Mnichy Małe, którego właścicielem był wówczas Unruh. Według spisu urzędowego z 1837 roku wieś liczyła 376 mieszkańców, którzy zamieszkiwali 54 dymy (domostwa). Wzmiankowane było wówczas także Miłostowo-folwark (1 dom, 9 mieszk.).
W latach 1975–1998 miejscowość administracyjnie należała do województwa poznańskiego.